# Opleidings- en Trainingscentrum Rijden
Het Opleidings- en Trainingscentrum Rijden (OTCRij) is een opleidingscentrum van de Nederlandse Koninklijke Landmacht en verzorgt rijopleidingen, trainingen, bergingsopleidingen en bijscholingen voor Defensiepersoneel. Het opleidingscentrum valt binnen de Koninklijke Landmacht onder het Opleidings- en Trainingscommando.  In 2016 had het OTCRij in totaal 272 mensen in dienst en leidde het ongeveer 6.000 leerlingen op.
Op het terrein van OTCRij, dat gelegen is op de Generaal Majoor de Ruyter van Steveninckkazerne in Oirschot, wordt niet alleen defensiepersoneel, maar ook personeel van de civiele hulpdiensten opgeleid en getraind. Met tussen de 23 en 25 kilometer aan verharde en onverharde wegen, heuvels, rotondes, nagebootste woonerven en verschillende andere verkeerssituaties zijn er uitdagingen voor alle soorten voertuigen. Ook beschikt het OTCRij over een eigen voertuigbeheersingsbaan. Hier wordt met voertuigen onder verzwaarde omstandigheden getraind.
Naast het opleiden van het personeel wat in de praktijk met de voertuigen aan het werk gaat leidt het OTCRij ook hun eigen examinatoren op. Deze geven niet exclusief instructie in Oirschot: ook in Havelte, Schaarsbergen Stroe en Amersfoort wordt door personeel van het OTCRij instructie gegeven.
Naast instructiecapaciteit beschikt het OTCRij ook over simulatoren waarin alle weersomstandigheden zijn na te bootsen en een expertisecentrum Rijden en Bergen.

## Geschiedenis
Het OTCRij vindt zijn oorsprong begin 2000 toen rijopleidingen, die tot dan toe door de verschillende defensieonderdelen zelf werden verzorgd, centraal werden georganiseerd bij het OTCRij in Oirschot. Om al deze rijopleidingen te kunnen faciliteren wordt op de Generaal Majoor de Ruyter van Steveninckkazerne in 2003 het rijopleidingscentrum Strijpse Kampen gebouwd.
In 2014 opende het OTCRij twee dependances in Schaarsbergen en Havelte. Deze reorganisatie was een stap uit het Landmachtbrede reorganisatieplan 'Masterplan Atlanta'. De twee locaties hebben geen speciaal Verkeersoefenterrein tot hun beschikking zoals in Oirschot, maar maken in plaats daarvan gebruik trainingsalternatieven beschikbaar in de directe omgeving. 

## Galerij

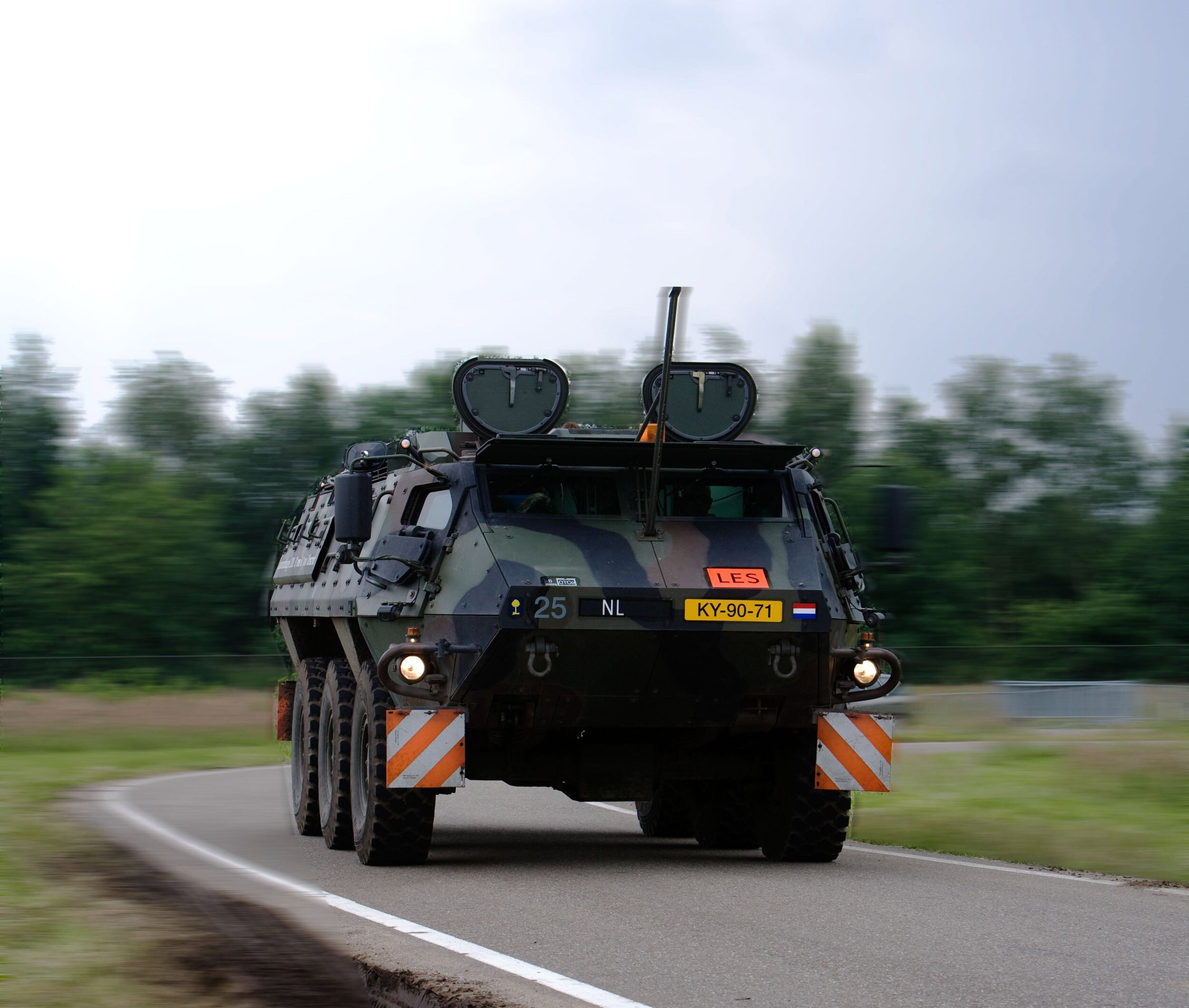
Een lesuitvoering van een Patria XA-188 GVV pantserwielvoertuig tijdens de Landmachtdagen 2008 in Oirschot.
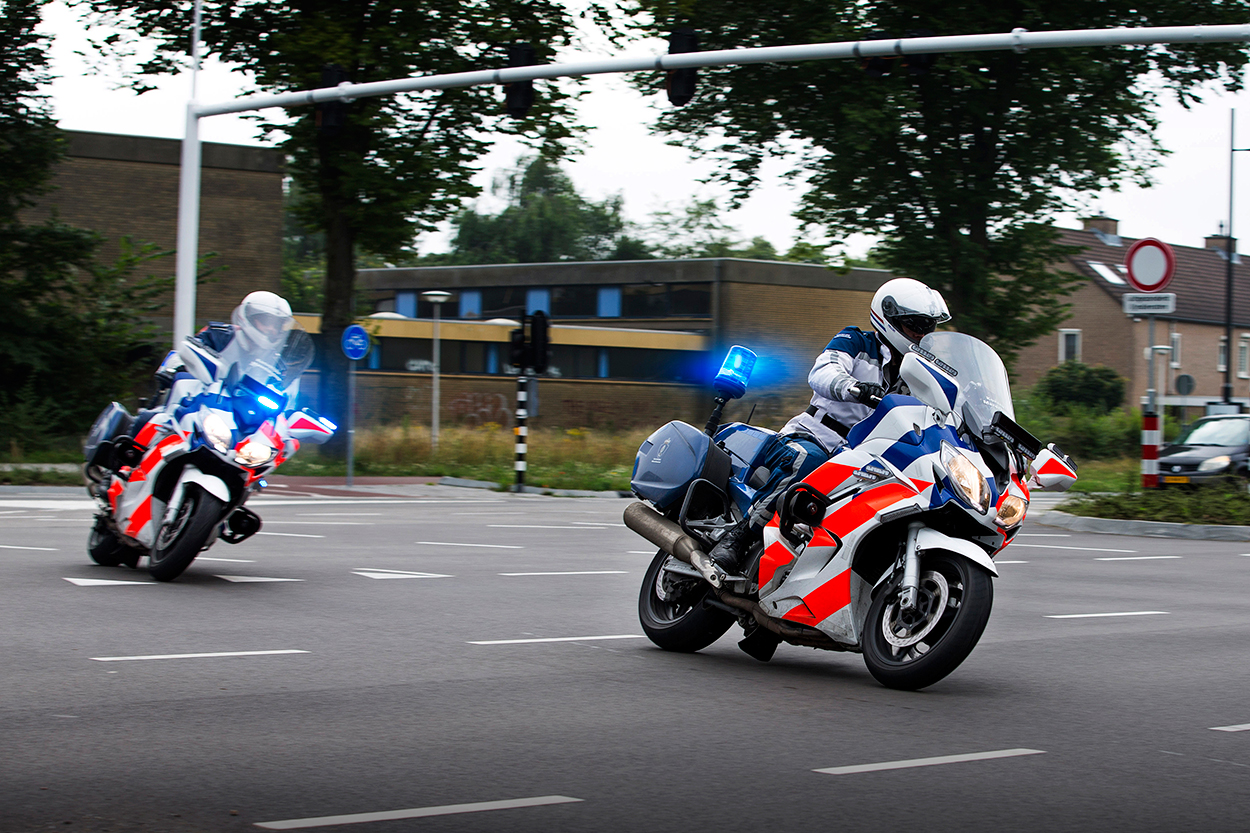
Rijinstructie met optische- en geluidssignalen door zorg van het OTCRij in de omgeving van het opleidingscentrum.

## Externe koppelingen
- Youtube: Blik op de weg - Landmacht OTCRij

- Youtube: Blik op de weg - Landmacht OTCRij deel 2